# Жирный Прислип
Жирный Прислип — гора в массиве  Гринявы (Украинские Карпаты). Расположена в пределах Верховинского района  Ивано-Франковской области, юго-западнее села Пробойновка и восточнее села Буркут.
Высота 1581 м (по другим данным — 1586 м). Вершина плоская, незалесненная, со сравнительно пологими склонами (кроме юго-западного склона). К северу и востоку от вершины простирается обширная полонина.
К востоку расположена гора Баба Людова (1581,7 м), на северо-запад — Погребтина (1610 м).